# Vincent de Paul Ndougsa
Vincent de Paul Ndougsa, né en 1957 à Yaoundé, au Cameroun, est un enseignant, inspecteur du travail et écrivain camerounais.

## Biographie

### Enfance, formation et débuts
Vincent de Paul Ndougsa effectue ses études secondaires à Yaoundé, où il obtient son baccalauréat. Il entame alors une carrière dans l'enseignement, qu’il finit par abandonner pour se consacrer à des études spécialisées en droit du travail. Il intègre ensuite le Centre Régional Africain d'Administration du Travail (CRADAT), où il se forme dans le domaine du droit du travail.

### Carrière
Vincent de Paul Ndougsa occupe pendant plus de 31 ans le poste d'inspecteur du travail. En parallèle, il enseigne le droit du travail au Centre public de formation professionnelle de Yaoundé, contribuant à la formation de nombreux professionnels dans ce domaine.

### Activités littéraires et de recherche
En plus de sa carrière d’inspecteur et d’enseignant, Vincent de Paul Ndougsa est un écrivain et chercheur indépendant. Il est l’auteur de nombreux ouvrages et articles portant sur le droit, l'administration publique, les enjeux sociaux au Cameroun, le théâtre et l’anthropologie socioculturelle de la tribu Béti.